# Getin Holding
Getin Holding ist ein polnisches Unternehmen mit Firmensitz in Breslau.
Getin Holding ist über verschiedene Tochtergesellschaften in der Finanzdienstleistungsbranche, wie Banken, Leasing, Versicherungen, private Banking, Finanzberatung, Investmentfonds oder Brokerage tätig.
Das Unternehmen war im Aktienindex WIG20 gelistet. 2001 ging das Unternehmen an die Warschauer Wertpapierbörse und Leszek Czarnecki ist der Mehrheitsaktionär.